# 七輪 (烹飪用具)

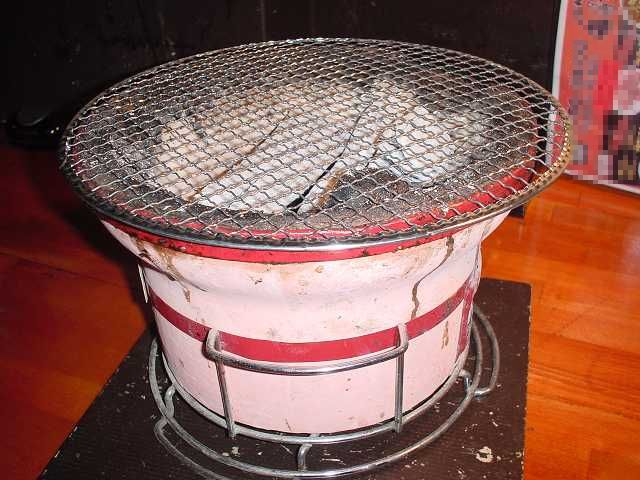

七輪（日语：しちりん）是日本的一種烹飪爐，使用木炭作為燃料，其形狀多為圓筒形、四角形、長方形，原料多是矽藻土。在昭和時代前半之前，七輪是日本家庭廣泛使用的烹飪器具。但隨著瓦斯爐的普及，現在七輪已較少使用。